# WWE Day of Reckoning
WWE Day of Reckoning è un videogioco di wrestling del 2004, sviluppato da Yuke's Future Media e pubblicato da THQ in esclusiva per Nintendo GameCube su licenza WWE.
Nel 2005 è uscito un sequel intitolato WWE Day of Reckoning 2.

## Caratteristiche
Il gioco presenta un sistema di controllo molto simile a quello dei titoli sviluppati da AKI Corporation, basato su prese deboli e forti e la possibilità di contrattaccare premendo un determinato tasto al momento giusto. Una delle caratteristiche principali è il Momentum Shift Move, un attacco che dà un vantaggio caratteriale al giocatore durante la partita.

## Modalità storia
La modalità Storia consente al giocatore di creare un lottatore personalizzato e cercare di vincere il titolo mondiale. Inizialmente dovrà esibirsi a Heat o Velocity, prima di raggiungere il main roster; a quel punto dovrà scegliere se unirsi a Raw o SmackDown! e la stable di cui far parte (Evolution per Raw e Ministry of Darkness per SmackDown!).

## Roster
| Uomini | Uomini | Donne                                                    | Donne      | Leggende                                                                |
| Raw | SmackDown! | Raw                                                      | SmackDown! | Leggende                                                                |
| --- | --- | -------------------------------------------------------- | ---------- | ----------------------------------------------------------------------- |
| - Batista - Chris Benoit - Christian - Chris Jericho - Edge - Kane - Lance Storm - Matt Hardy - Randy Orton - Rhyno - Ric Flair - Shawn Michaels - Shelton Benjamin - Triple H - Val Venis | - Big Show - Booker T - Charlie Haas - Chavo Guerrero - Doug Basham - Eddie Guerrero - Hardcore Holly - John Cena - Kurt Angle - Lance Storm - Mark Jindrak - Rob Van Dam - The Undertaker | - Molly Holly - Stacy Keibler - Trish Stratus - Victoria |            | - André the Giant - Bret Hart - Greg Valentine - The Rock - Roddy Piper |

## Arene
- Raw
- SmackDown!
- Heat
- Velocity
- Armageddon
- No Way Out
- No Mercy
- Royal Rumble
- SummerSlam
- Survivor Series
- Unforgiven
- WrestleMania XX